# Bundesschülervertretung
Die Bundesschülervertretung (BSV) bildet in Österreich mit den Landesschülervertretungen (LSV) und der Zentrallehranstaltenschülervertretung (ZSV) die im Schülervertretungengesetz (SchVG) festgehaltene, somit ordentliche, gesetzliche und übergeordnete offizielle Schülervertretung.
Aufgabe der BSV ist es, die Interessen der Schüler gegenüber der Politik auf Bundesebene zu vertreten, oberster Schülervertreter Österreichs ist der Bundesschulsprecher.

## Besetzung
Bundesschulsprecherin im Schuljahr 2024/25 ist Mira Langhammer (Bundesgymnasium, Krems).

### Bundesschulsprecher
Die Bundesschulsprecher der letzten Jahre:
- 2024/2025: Mira Langhammer (Schülerunion)
- 2023/2024: Marius Hladik (Schülerunion)[4]
- 2022/2023: Flora Schmudermayer (Schülerunion)[5]
- 2021/2022: Susanna Öllinger (Schülerunion)
- 2020/2021: Alexandra Bosek (Schülerunion)
- 2019/2020: Jennifer Uzodike (Schülerunion)
- 2018/2019: Timo Steyer (Schülerunion)
- 2017/2018: Harald Zierfuß (Schülerunion)
- 2016/2017: Harald Zierfuß (Schülerunion)
- 2015/2016: Maximilian Gnesda (Schülerunion)
- 2014/2015: Lukas Faymann (Schülerunion)
- 2013/2014: Angi Groß (Schülerunion)[6]
- 2012/2013: Felix Wagner (Schülerunion)
- 2011/2012: Conny Kolmann (Schülerunion)
- 2010/2011: Philipp Pinter (Schülerunion)
- 2009/2010: Pia Bauer (Schülerunion)
- 2008/2009: Nico Marchetti (Schülerunion)
- 2007/2008: Martin Schneider (Schülerunion)
- 2006/2007: Matthias Hansy (Schülerunion)
- 2005/2006: Istvan Deli (Schülerunion)
- 2004/2005: Selma Schmid (Aktion kritischer Schüler_innen)
- 2003/2004: Romana Brait (Aktion kritischer Schüler_innen)
- 2002/2003: Claudia Haas (Schülerunion)
- 2001/2002: Jakob Huber (Aktion kritischer Schüler_innen)
- 2000/2001: Eva Gollubits (Schülerunion)
- 1999/2000: Stefan Pfarrhofer (Schülerunion)
- 1998/1999: Stefan Friedrich (Schülerunion)
- 1997/1998: Moriz Piffl-Percevic (Schülerunion)
- 1996/1997: Peter Payer (Schülerunion)
- 1995/1996: Hannes Christian Kröpfl (Schülerunion)
- 1994/1995: Cornelia Breuß (Schülerunion)
- 1993/1994: Bernhard Ruetz (Schülerunion)
- 1992/1993: Ronny Hollenstein (Schülerunion)
- 1991/1992: Ronny Hollenstein (Schülerunion)
- 1990/1991: Martin Wolfram (Aktion kritischer Schüler_innen)
- 1989/1990: Andrea Grüner/Daniel Jäger (Schülerunion)
- 1988/1989: Werner Amon (Schülerunion)
- 1987/1988: Natja Kajali (Schülerunion)
- 1986/1987: Gerlinde Peischl (Schülerunion)
- 1985/1986: Karl Parisot (Schülerunion)
- 1984/1985: Christoph Kothbauer (Schülerunion)
- 1983/1984: Ralf Böckle (Schülerunion)
- 1982/1983: Thomas Uher (Schülerunion)
- 1981/1982: Harald Rossegger (Aktion kritischer Schüler_innen)

## Aufbau der gesetzlichen Schülervertretung in Österreich
Alle Schüler wählen einen Klassensprecher und seine Stellvertreter. Die Klassensprecher sind die Basis der Schülervertretung an der Schule. Schüler ab der 9. Schulstufe dürfen auch einen Schulsprecher und zwei weitere Stellvertreter für den SGA (Schulgemeinschaftsausschuss) wählen. Zusätzlich werden drei weitere Schülervertreter gewählt, die in den SGA aufrücken, falls eine der ersten drei Personen ausfällt.
Am Ende jedes Schuljahres wählen alle Schulsprecher eines Bundeslandes für jeden Schulartbereich Allgemeinbildende Höhere Schulen (AHS), Berufsbildende Mittlere und Höhere Schulen (BMHS), Berufsschulen (BS) aus ihrem Kreise die Landesschülervertretung (LSV) für das nächste Schuljahr.
Jede LSV hat drei Landesschulsprecher, für jeden Bereich eine Person. Die LSV ist die gesetzliche Interessenvertretung der Schüler eines Bundeslandes gegenüber dem Landesschulrat (LSR, Stadtschulrat in Wien), sonstigen Behörden und dem Landtag.
Die Landesschulsprecher Österreichs bilden gleichzeitig die österreichische Bundesschülervertretung. Zu den 27 Landesschulsprechern kommen noch zwei (bis zur Auflösung der HIB, der Höheren Internatsschulen des Bundes, drei) Vertreter aus dem Bereich der Zentrallehranstalten (ZLA), das sind Schulen, die dem BM:UKK direkt unterstehen.
Diese wählen gemeinsam, am Beginn jedes Schuljahres, aus ihrer Mitte einen Bundesschulsprecher und drei Stellvertreter (Bereichssprecher) für die jeweiligen Schultypen (AHS/BMHS/BS).

## Entwicklung der gesetzlichen Schülervertretung in Österreich
Österreich ist eines der wenigen Länder, in dem es eine gesetzlich festgelegte Schülervertretung auf allen Verwaltungsebenen gibt und gilt in dieser Hinsicht als großes Vorbild für viele andere Staaten. Ebenfalls einzigartig ist der Gedanke der schulpartnerschaftlichen Zusammenarbeit; die Rechte der Schulpartner sind in keinem anderen Land so weit reichend und genau festgelegt wie in Österreich. Dahin war es jedoch ein weiter Weg.
Die Struktur der Schule und überhaupt des ganzen Schulsystems wurde in Österreich erst im Jahre 1962 verfassungsrechtlich geregelt, ausgeklammert blieb jedoch auch in dieser Regelung der innere Schulbetrieb. In der zweiten Hälfte der 60er-Jahre begannen die damaligen Jugendbewegungen damit, Mitbestimmungsansprüche an Schulen und Hochschulen zu stellen, blieben jedoch ungehört. Unterrichtsminister Piffl-Perčević wagte 1967 als Erster den Versuch, einen Entwurf zu einem Schulunterrichtsgesetz (SchUG) einzureichen, durch seinen Rücktritt kurze Zeit später wegen des Volksbegehrens zur Aussetzung der 9. Schulstufe für höhere Schulen wurde diese Idee jedoch schnell wieder auf die lange Bank geschoben. Auch der zweite Entwurf für ein SchUG, den Piffl-Perčević’ Nachfolger Alois Mock einbrachte, wurde abgelehnt. Allerdings begann zu dieser Zeit eine breite Bildungsdiskussion, sogar eine Schulreformkommission wurde eingesetzt.
Viele Schüler machten ihrem Unmut über die Situation am 31. Mai 1968 Luft: Auf der Ringstraße gab es große Demonstrationen, in deren Folge sich Jugend- und Schülerorganisationen verstärkt in die bildungspolitische Diskussion einmischten. Auch zwei Vertreter des Österreichischen Bundesjugendrings (ÖBJR) durften ab diesem Zeitpunkt in der Schulreformkommission mitarbeiten. Im Rahmen des ersten Berichts dieser Kommission wurde 1969 als Beitrag von Schülerseite ein Schulkonzept des Mittelschüler-Kartell-Verbandes (MKV) vorgestellt. Die größte Forderung darin: Beim Unterrichtsministerium sollte ein eigener Schülerbeirat, ähnlich dem bereits bestehenden Elternbeirat, eingesetzt werden. Der MKV brachte diese Forderung auch bei der Jugendenquete der Bundesregierung am 27. Mai 1970 vor; Bundeskanzler Bruno Kreisky stimmte zu.
Am 19. Januar 1972 berief Unterrichtsminister Fred Sinowatz zum ersten Mal den neuen Bundesschülerbeirat (BSB) ein. Er bestand aus je einem Vertreter der Allgemein bildenden Höheren Schulen (AHS) und der Berufsbildenden Höheren Schulen (BHS) pro Bundesland sowie acht Vertretern von Jugendorganisationen und einem Vertreter der berufsbildenden Pflichtschulen. Die Schülervertreter aus den einzelnen Bundesländern wurden per Los ermittelt. Bei dieser ersten Sitzung forderten die Schülervertreter einen Entwurf für ein Schülervertretungsgesetz (SchVG), das vor allem ein Selbsteinberufungsrecht für den BSB, dessen genaue Kompetenzen, eine Vertretung der Schüler in den Kollegien der Landesschulräte bzw. des Stadtschulrats für Wien und eine Einrichtung der Schülerbeiräte in allen Bundesländern beinhalten sollte. Außerdem sollten die Vertreter aus den einzelnen Ländern durch eine Wahl unter den Schulsprechern ermittelt werden. Unterrichtsminister Sinowatz lehnte aber vor allem eine eigene Rechtspersönlichkeit, das Selbsteinberufungsrecht und die gesetzliche Verankerung des BSB ab. Gleichzeitig bildeten sich in einigen Bundesländern überregionale Zusammenschlüsse von Schul-Schülervertretungen. Diese informellen Gremien führten Schulsprechertreffen, Seminare und andere Veranstaltungen in ihren Bundesländern durch.
Im Jahr 1972 gab das Unterrichtsministerium Richtlinien für die Errichtung von Landesschülerbeiräten (LSB) als Empfehlung an die Landesschulräte weiter. In diesen Richtlinien wurde der LSB als beratendes Organ des Landesschulrates vermerkt, dem das Recht zustand, Anfragen und Anträge vorzubringen und Stellungnahmen zu Entwürfen abzugeben. In den LSB sollten jeweils die gleiche Anzahl an Vertretern der AHS-, BMHS- und der Berufsbildenden Pflichtschulen bzw. Polytechnischen Lehrgänge von den Schulsprechern ihres Bereichs gewählt werden. Auch Vertreter der Jugendorganisationen durften zu den Sitzungen des LSB eingeladen werden. Infolge dieser Empfehlung wurden in allen Bundesländern LSBs in etwa der vorgeschlagenen Art und Weise eingerichtet.
Der BSB, der nun aus den gewählten Landesschulsprechern und den Vertretern der Jugendorganisationen bestand, war sich einig, dass endlich gesetzliche Bestimmungen und klare Mitsprachekompetenzen der Schülervertretung auf Landes- und auf Bundesebene festgelegt werden sollten. So wurde 1973 dem Unterrichtsminister mit der Begründung, dass die jetzige Regelung unzureichend sei, neuerlich ein Vorschlag zu einem SchVG überreicht. Die Schülervertreter forderten, den BSB auf die gesetzliche Basis einer Körperschaft öffentlichen Rechts zu stellen, wie es die Österreichische Hochschülerschaft sei, was jedoch an der Minderjährigkeit der Schülervertreter scheiterte.
Bis 1981 blieben die Fronten um eine rechtliche Absicherung der überregionalen Schülervertretung verhärtet, die Schülerbeiräte blieben im Wesentlichen unverändert. Erst bei einer dritten Vorlage für ein SchUG kam wieder die Diskussion über die Rechte und die Struktur einer Schülervertretung auf Schulebene auf. In vielen AHS- und BHS-Klassen gab es zwar Klassensprecher und manchmal auch von diesen gewählte Schulsprecher, aber ganz ohne gesetzliche Legitimation. Informationen über ihre Rechte und zusätzliche Ausbildungen erhielten die Schülervertreter durch Schüler- und Jugendorganisationen. Diese forderten vor allem eine verbindliche Festlegung von Mitspracherechten für Schüler.
Am 6. Februar 1974 wurde nach beinahe sieben Jahren Diskussion endlich das SchUG im Parlament beschlossen, nur die FPÖ stimmte dagegen. Dieses Gesetz regelte auch die Schülermitverwaltung und Schulgemeinschaft. Trotz der vehementen Forderungen der Schüler- und Jugendorganisationen (wie auch des BSB und sogar der Lehrergewerkschaft) gab es im SchUG nur Regelungen über die Schülermitverwaltung an den einzelnen Schulen, die erhoffte gesetzliche Regelung für die überregionale Schülervertretung blieb jedoch aus. Das SchUG beinhaltete für die Schülervertreter an Mitwirkungsrechten das Recht auf Anhörung, Information, die Abgabe von Vorschlägen und Stellungnahmen, das Recht auf Teilnahme an Lehrerkonferenzen (außer bei Punkten zu Personalia bzw. der Leistungsbeurteilung), das Recht auf Mitsprache bei der Gestaltung des Unterrichts im Rahmen des Lehrplanes und das Recht auf Beteiligung an der Wahl der Unterrichtsmittel. Unter die Mitbestimmungsrechte fielen das Recht auf Mitentscheiden bei der Erstellung der Hausordnung, bei der Anwendung von Erziehungsmitteln, der Versetzung in die Parallelklasse bzw. Androhung der Stellung eines Antrags auf Ausschluss und bei der Antragsstellung auf Ausschluss eines Schülers.
Erst am 1. Dezember 1978 konnten sich die Schulpartner, Lehrer, Schüler und Eltern, in der Schulreformkommission darauf einigen, die von Minister Sinowatz erstellten Vorschläge zu einer gesetzlichen Verankerung der Schülervertretung zu akzeptieren. Diese gestanden dem BSB und den LSBs in den Bundesländern als Aufgaben die Beratung des Ministeriums bzw. der Landesschulräte bei Schülerbelangen zu. Außerdem sollten nur noch gewählte Schülervertreter aus den Bundesländern den BSB bilden. Die neue Regelung missfiel dem MKV, der kritisierte, dass bei der Neuregelung keine Vertreter der Schüler- und Jugendorganisationen mehr einen Sitz in diesem Gremium hätten. Auch die Schülervertreter selbst unter Bundesschulsprecher Ortwin Kirchmayr waren mit der Regelung unzufrieden.
Auf Landes- und Bundesebene wurde die überschulische Schülervertretung im Jahr 1981 endlich mit dem Schülervertretungsgesetz, das aber für die Schülervertreter selbst nicht ganz zufriedenstellend war, auf eine gesetzliche Basis gestellt. 1987 forderte die Bundesschulsprecherin und BMHS-Landesschulsprecherin des Burgenlandes, Gerlinde Peischl, bei der gemeinsamen Sitzung mit Unterrichtsministerin Hilde Hawlicek eine Reform dieses Gesetzes. Der BSB legte seine „Brunner Beschlüsse“ vor, in denen die Schülervertreter eine Umwandlung des Beirates in eine Körperschaft öffentlichen Rechts, neue Organe der Schülervertretung, die Umbenennung des BSB in Bundesschülervertretung, Änderungen der Wahlmodi und -ordnungen bei den Wahlen der Schülervertretung auf allen Ebenen, eine gesetzlich festgelegte Kompetenzaufteilung innerhalb der Bundesschülervertretung und größere Eigenständigkeit in finanziellen Angelegenheiten verlangten. Unter Bundesschulsprecher Werner Amon konnten einige dieser Forderungen im Schuljahr 1988/89 in einer Reform des SchVG umgesetzt werden; der Wunsch nach einer Körperschaft öffentlichen Rechts und Eigenständigkeit in finanziellen Angelegenheiten blieb unerfüllt.
In den 90er-Jahren veränderte sich das österreichische Schulwesen grundlegend. Der Schulpartnerschaft, der Zusammenarbeit von Lehrern, Schülern und Eltern, wurden immer mehr Kompetenzen eingeräumt. Alle Schulen der Sekundarstufe II haben nun die Möglichkeit, im Rahmen des Schulgemeinschaftsausschusses mit Zweidrittelmehrheit schulautonome Lehrplanbestimmungen zu erlassen. 1991 forderten Schülervertreter zum ersten Mal die Einführung eines schulpartnerschaftlichen Gremiums auf Landesebene, des LSGAs.
Im Schuljahr 2000/2001 änderte sich schließlich nicht nur die Schul-, sondern auch die Jugendarbeit in Österreich grundlegend: Mit dem neuen Bundesjugendvertretungs- und Bundesjugendförderungsgesetz werden die Bundesschülervertretung und die Hochschülerschaft, die einzigen gewählten und gesetzlich institutionalisierten Gremien in Österreich, die Jugendliche vertreten, auch in die Jugendpolitik miteinbezogen. Diese neue gesetzliche Regelung nahm dem Österreichischen Bundesjugendring (ÖBJR), der bis dahin die Verteilung der Bundesjugendförderungen und die Vertretung der österreichischen Jugend nach außen innehatte, die meisten seiner Kompetenzen ab. Am 1. Februar 2001 wurde deshalb seine Auflösung beschlossen.